# Udo Rudolph
Udo Rudolph (* 1963) ist ein deutscher Psychologe und Professor an der Technische Universität Chemnitz.

## Leben und beruflicher Werdegang
Udo Rudolph ist seit 1999 Professor für Allgemeine und Biopsychologie am Institut für Psychologie an der Technische Universität Chemnitz.
Er schloss das Diplomstudium der Psychologie an der Universität Bielefeld im Jahr 1987 ab. Sein Doktorat beendete er 1991 ebenso an der Universität Bielefeld. Im Jahr 1998 habilitierte er an der Ludwig-Maximilians-Universität München, für das Fach Psychologie.
Er arbeitete als Forscher an der University of Miami von Oktober 2013 bis März 2014 am Departement of Psychology. Von Februar 1993 bis April 1995 war Udo Rudolph als Assistenzprofessor am Institut für Psychologie der Universität Erfurt angestellt. An der Ludwig-Maximilians-Universität München arbeitete er als Assistenzprofessor am Institut für Psychologie von April 1995 bis August 1999. Er arbeitete von September 1988 bis Januar 1993 an der Helmut-Schmidt-Universität als Assistenzprofessor am Institut für Bildung in Hamburg.
Udo Rudolph ist Studiengangsleiter für Integrative Lerntherapie für den Bachelor- sowie Masterstudiengang am Zentrum für Weiterbildung der Technische Universität Chemnitz.
Im März 2021 wurde Udo Rudolph als Gutachter des Olympiastützpunktes Sachsen e.V. beauftragt. Dabei handelte es sich um Vorwürfe gegen eine tätige Trainerin, die am Bundesstützpunkt in Chemnitz arbeitete.

## Arbeits- und Forschungsschwerpunkte
Die Arbeitsschwerpunkte von Udo Rudolph sind die Motivationspsychologie und Emotionspsychologie, dabei mit einem Fokus auf die motivationale und emotionale Entwicklung im Kindesalter, sowie Prävention in Kindheit, Jugend und Familie. Weitere Schwerpunkte setzt Udo Rudolph in der Evolutions- und Gesundheitspsychologie.
Moralische Emotionen ist ein Teil der Forschungsschwerpunkte von Udo Rudolph mit Fokus auf die vorauslaufenden Bedingungen und den Konsequenzen auf Verhaltensebene. Ebenso beschäftigt er sich mit den funktionalen Werten von Emotionen und spezifischen Emotionen in verschiedenen Kontexten.
Darüber hinaus beschäftigt er sich mit dem Thema Namen und fand heraus, dass ein Name eine Flut an Informationen für uns bereithält und Modeerscheinungen sind, die so Rückschlüsse auf das Alter einer Person zulassen.

### Vorträge
Auf dem 1. Sächsischen Landespräventionstag in Chemnitz gab Udo Rudolph im Februar 2012 einen Vortrag mit dem Titel Leitlinien für eine gelungene Prävention. Im Oktober 2016 hielt Udo Rudolph einen Vortrag auf dem 3. Landespräventionstag Sachsen in Leipzig, mit dem Titel Kein großes Ding: Fortschritte in der kommunalen Prävention. Er thematisierte dabei neue Konzepte und Entwicklungen kommunaler und lokaler Prävention und legte einen Fokus auf Aus- sowie Weiterbildungen. Am 15. Mai 2023 hielt Udo Rudolph einen Vortrag zu dem Thema Vererbt oder gelernt? der Vortragsreihe Worte, Waffen, Widerstand des Oberthemas Wie viel Gewalt erträgt die Demokratie?, welches vom politischen Bildungsforums Sachsens organisiert wurde. Am 8. November 2023 hielt Udo Rudolph einen Vortrag zum Thema Prävention und Qualitätsstandards: Theorie und Praxis auf dem 16. Landespräventionstag in Sachsen-Anhalt.  Am 27. Oktober 2024 hielt Udo Rudolph einen Vortrag zu dem Thema Gefühle im Schach – Licht und Schatten zum Tag der Sportpsychologie im Schach, welches vom Schachclub Viernheim gemeinsam mit dem Verband der praktischen Sportpsychologie e.V. organisiert wurde.

### Projekte
Ab 1. Januar 2025 übernimmt die Professur Allgemeine Psychologie und Biopsychologie unter Leitung von Udo Rudolph die wissenschaftliche Begleitung des zweijährigen sächsischen Projektes zur modellhaften Erprobung Alternativer Lernangebote und Beschulungsformen. Der Fokus steht dabei auf der Konzeptionierung, der Implementationsqualität und Zielerreichung alternativer Lernangebote für Schüler, die wegen psychischer Erkrankungen oder ausgeprägter emotionaler und sozialer Beeinträchtigungen nicht im gewöhnlichen Klassenverband beschult werden können. Organisiert wird das Projekt durch das Institut für Produktives Lernen in Europa.

## Engagement
Udo Rudolph gründete 2009 den Verein Huckepack Kinderförderung, welcher sich der Prävention aggressiven Verhaltens bei Kindern widmet. Dabei werden auffällige Kinder in der vertrauten Kindergartenumgebung durch Mentoren begleitet und hinsichtlich frühzeitiger Entwicklung von sozialer und emotionaler Kompetenzen trainiert. Der Verein bietet verschiedene Angebote an. Darunter fällt beispielsweise die Diagnose emotionaler und sozialer Kompetenzen bei Kindern im Vorschulalter, Mentorin von Flüchtlingskindern zur Unterstützung des Integrationsprozesses oder Weiterbildungsangebote von pädagogischen Fachkräften. Träger ist die freie Jugendhilfe. Der Verein kooperiert dabei mit dem Institut für Psychologie an der Technischen Universität Chemnitz und Kindertagesstätten in Sachsen. Studierende, sowie wissenschaftliche Hilfskräfte und Absolventen der Technischen Universität Chemnitz unterstützen den Verein ehrenamtlich. Für sein Engagement erhielt Udo Rudolph 2012 den Leuchtturm-Preis der Stiftung Ravensburger Verlag für vorbildliches Engagement im Sektor familiäre, institutionelle oder ehrenamtliche Bildung und Erziehung von Kindern und Jugendlichen. Udo Rudolph sieht 2022 die Lage in Chemnitz hinsichtlich der Einsparungen in der Kinder- und Jugendhilfe als angespannt und sagt, dass der Handlungsbedarf nach der Corona-Pandemie sehr hoch ist.

## Veröffentlichungen (Auswahl)
- Motivationspsychologie kompakt. 3. Auflage. Beltz, 2013, ISBN 978-3-621-27793-8.
- Predicting Emotional and Behavioral Reactions to Collective Wrongdoing: Effects of Imagined Versus Experienced Collective Guilt on Moral Behavior. In: Journal of Behavioral Decision Making. Band 4, Nr. 37, 2024, S. 1–18, doi:10.1002/bdm.2410.
- An Attributional Analysis of Reactions to Poverty: The Political Ideology of the Giver and the Perceived Morality of the Receiver. In: Personality and Social Psychology Review. Band 2, Nr. 15, 2010, S. 199–213, doi:10.1177/1088868310387615.
- A Meta-Analytic Review of Help Giving and Aggression from an Attributional Perspective: Contributions to a General Theory of Motivation. In: Cognition and Emotion. Band 6, Nr. 18, 2004, S. 815–848, doi:10.1080/02699930341000248.
- Emergence of social phases in human movement. In: Physical Review E. 2024, doi:10.1103/PhysRevE.110.044303.
- Konzepte der Bindungstheorie und ihre Bedeutung für die Integrative Lerntherapie. In: Lernen und Lernstörungen. Band 1, Nr. 13, 2024, S. 41–52, doi:10.1024/2235-0977/a000427.
- Reliability of short-term measurements of heart rate variability: Findings from a longitudinal study. In: Biological Psychology. 2020, doi:10.1016/j.biopsycho.2020.107905.
- The Everyday Moral Judge – Autobiographical Recollections of Moral Emotions. In: PLOS ONE. Band 1, Nr. 12, 2016, S. 1–32, doi:10.1371/journal.pone.0167224.
- Continuous measurement of dynamic classroom social interactions. In: International Journal of Behavioral Development. Band 3, Nr. 43, 2019, doi:10.1177/0165025418820708.
- Motivationspsychologie. Forum Psychotherapeutische Praxis, 2013, doi:10.1007/978-3-531-92180-8_4.
- On the Usefulness of Memory Skills in Social Interactions. In: Journal of Conflict Resolution. Band 3, Nr. 53, 2008, S. 375–384, doi:10.1177/0022002707312606.
- School context variables and students' smoking: Testing a mediation model through multilevel analysis. In: European Addiction Research. Band 1, Nr. 14, 2008, S. 53–60, doi:10.1159/000110411.
- Covariation, Causality, and Language: Developing a Causal Structure of the Social World. In: Social Psychology. Band 3, Nr. 39, 2008, S. 174–181, doi:10.1027/1864-9335.39.3.174.
- Aggressives Verhalten und soziometrischer Status bei Kindern im Vorschulalter: Validierung einer Spielaufgabe zur Erfassung von Verantwortlichkeitszuschreibungen und Emotionen bei Kindern. In: Zeitschrift für Entwicklungspsychologie und Pädagogische Psychologie. Band 4, Nr. 39, 2007, S. 177–186, doi:10.1026/0049-8637.39.4.177.
- Three Principles of Explanation Verb Schemas, Balance, and Imbalance Repair. In: Journal of Language and Social Psychology. Band 4, Nr. 25, 2006, S. 377–405, doi:10.1177/0261927X06292766.